# Kościół Świętego Krzyża w Karolinkach
Kościół Świętego Krzyża w Karolinkach – rzymskokatolicki kościół klasztorny, będący częścią klasztoru Franciszkanów. Kościół należy do prowincji Wniebowzięcia Najświętszej Maryi Panny Zakonu Braci Mniejszych w Katowicach.
Budowa murowanej świątyni i klasztoru została rozpoczęta 1742 roku na wzniesieniu zwanym Goruszki. Kościół został konsekrowany w 1745 roku. Świątynia stanowi Sanktuarium św. Franciszka z Asyżu. Kościół reprezentuje styl barokowy. Jest to budowla jednonawowa, z nieco węższym prezbiterium, nakryta stromym dwuspadowym dachem. Nad kalenicą umieszczona jest wieżyczka na sygnaturkę, zwieńczona dachem hełmowym z latarnią. Prezbiterium nakryte jest sklepieniem żaglastym, natomiast nawę nakrywa sklepienie zwierciadlane z lunetami, z wydłużonym owalnym plafonem. Za ołtarzem znajduje się zakrystia, nad nią jest umieszczony chór zakonny. Wnętrze świątyni zachowało jednolite wyposażenie wnętrza w stylu barokowym z lat 1742–45; należą do niego m.in. siedem ołtarzy, ambona, ławki oraz stalle w chórze zakonnym. W nawie znajduje się rokokowe epitafium Mikołaja Swinarskiego, sędziego kapturowego wałeckiego, wykonane pod koniec XVIII wieku.